# Jachetă

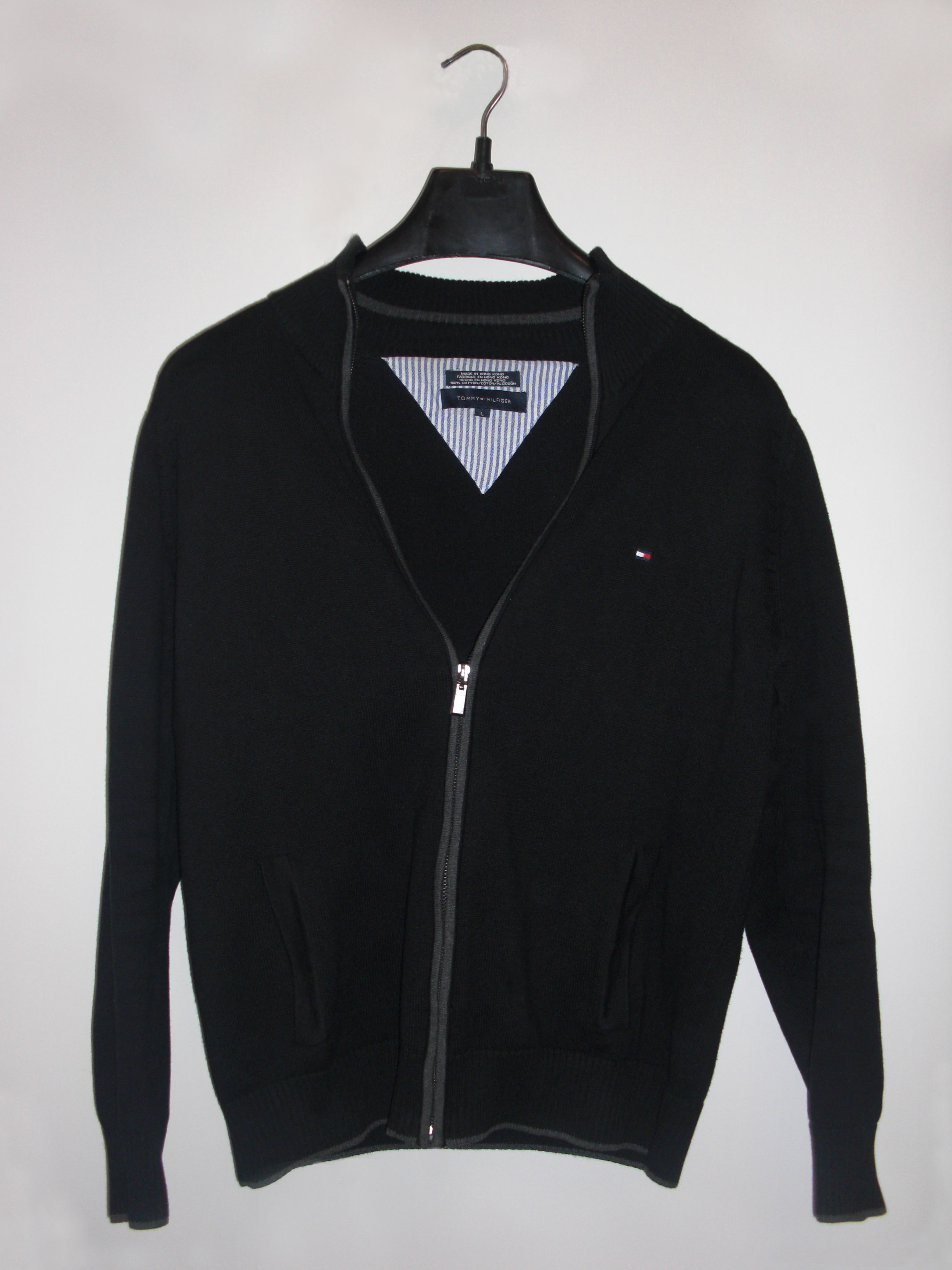
Jachetă

O jachetă este un articol de îmbrăcăminte pentru partea superioară a corpului. O jachetă de obicei are mâneci și se încheie în față. O jachetă este, în general, mai ușoară, mai strânsă pe corp și mai puțin călduroasă decât un palton, care este îmbrăcăminte de exterior. Unele jachete sunt la modă, în timp ce altele servesc ca îmbrăcăminte de protecție. 